# Curidia monicae
Curidia monicae is een vlokreeftensoort uit de familie van de Ochlesidae. De wetenschappelijke naam van de soort is voor het eerst geldig gepubliceerd in 2007 door Ortiz, Lalana & Varela.